# GRO-seq
GRO-seq测序技术（全称“Global Run-On Sequencing”），可以在整个基因组范围上绘制参与转录的RNA聚合酶的位置、数量并进行定位。通过GRO-seq技术，研究人员可以观测到基因组水平进行的转录，这是一种对所有参与DNA聚合酶位置定向的高分辨率虚拟图谱。